# 鬼畜
鬼畜（きちく）は、人を人とも思わないような残酷な行為、また性的行為を含む非道な行為をする人間を指して言う。

## 概要
もとは仏教の概念である六道のうち、餓鬼と畜生の二道をあわせた「餓鬼畜生」の略語である。
この二道には、俗神や自然神、そして鬼神（きじん）なども配せられたが、鬼神は悪鬼としての意味も含まれるようになった。そうしたところから、鬼・畜生（おに・ちくしょう）の略語として考えられるようになった。
またこれが転用されて、今日使われる一般的な用語として、残虐非道な行為をする人に対して「鬼畜」と呼ばれるようになった。この残虐非道な行為としての鬼畜という概念を一般に定着させた代表的な存在としてマルキ・ド・サドの一連の作品の翻訳、特に『ソドム120日』が挙げられる。殺人・強姦・屍姦・カニバリズムなどの反社会的・反倫理的行為がこれに相当する。
性格類型の一つとして、嫌がらせなどといった精神的にも悪影響を及ぼす陰惨な行為や、徹底的な屈辱を与える行為（奴隷として利用など）を平気でする人を「鬼畜」と呼ぶことがある。前述の用語では精神的な意味合いが多いが、こちらは肉体的な苦痛、つまり拷問などを行う場合も使われる。「極悪人」（「極悪非道」）の象徴として用いられることもある。

## サブカルチャーに於ける鬼畜
成人向け漫画やアダルトアニメなどのサブカルチャーにおいては、SM・レイプ・スカトロジーなどの行為が「鬼畜系」（または「陵辱系」）と称されている。これは度が過ぎるサディストを指した用語でもある。
小説（ピカレスク小説）・映画・漫画・アニメ・ゲーム等のサブカルチャーにおいて、敵役・悪役・悪党の特徴として「鬼畜」と表すことが多い。その割には支持され、高い人気があるほどの反響を持ち、人間の本質をうかがわせる人材として扱われる事もある。
サブカルチャーに於いて「鬼畜」「鬼畜系」という言葉が普及した背景には、1990年代の悪趣味ブームにおいて「日本の文化を下品のどん底に叩き堕とす」ために「鬼畜系」を標榜して『危ない1号』『危ない28号』『GON!』『imago』などで執筆活動を行っていた鬼畜系・電波系ライターの村崎百郎の存在がある。

## 蔑称
かつて大日本帝国は日中戦争の時点で中華民国軍に対し「鬼畜の如き支那軍」という表現を使用していた。
太平洋戦争（大東亜戦争）では、アメリカとイギリスを敵視し「鬼畜米英」、「鬼畜米帝」と呼び蔑視していた。
1942年（昭和17年）4月18日のドーリットル空襲時、B-25型爆撃機の空襲で民間人に被害が出た。朝日新聞社は「鬼畜の敵、校庭を掃射」等を報じた。
また病院船に対する誤爆に対し写真週報は「米機鬼畜の所業」、病院船「ぶゑのすあいれす丸」関連で讀賣報知新聞は「鬼畜米機又もやわが病院船襲ふ」、朝日新聞は「病院船に鬼畜の暴虐」と報じた。
1944年（昭和19年）5月22日、ライフマガジン誌は、女性が「海軍将校からプレゼントされた日本兵頭蓋骨のトロフィー」を横目に手紙を書く画像を配信した。同年6月、日本兵の腕の骨からつくったペーパーナイフを連邦議会下院議員がフランクリン・D・ルーズベルト大統領に贈呈した（米軍兵による日本軍戦死者の遺体の切断）。この件が諸外国を通じて日本で報道され、大きな反響を呼んだ。毎日新聞、讀賣報知新聞、朝日新聞など各メディアは一斉に「米鬼」「鬼畜の仕業」と報道した。
他、同時代において国際法違反であるにも関わらず、民間人を標的とした対日焦土化作戦（日本本土空襲）を推し進めたアメリカ陸軍航空軍第21爆撃集団司令官カーチス・ルメイは「鬼畜ルメイ」と蔑称で呼ばれた。

## 同名の作品
- 鬼畜 - 松本清張の1957年発表の小説、またはそれを原作とする1978年公開の日本映画、および2002年放送のテレビドラマ。